# Eken (hållplats)

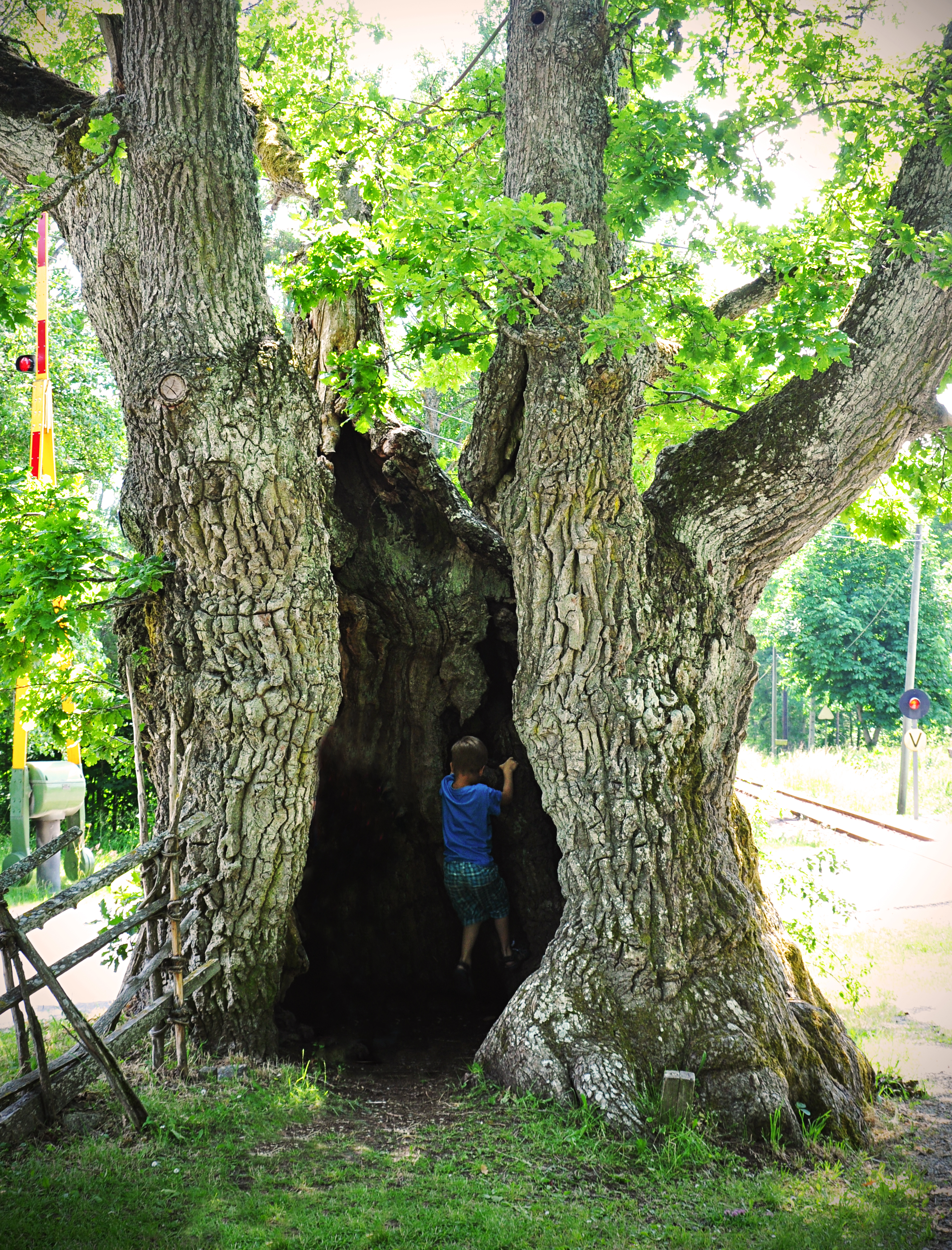
Den gamla eken utmed museijärnvägen.

Eken är en hållplats på museijärnvägen Gotlands Hesselby Jernväg vid Dalhem på Gotland. Där växer en mycket gammal ek som särpräglats av ett blixtnedslag. Järnvägens "huvudstation" heter Hesselby.